# MV Gwendoline Steers
El Gwendoline Steers fue un remolcador propiedad de la Steers Sand & Gravel Company de Nueva York (en algunos artículos periodísticos se escribe incorrectamente Gwendolyn Steers). The decision to accept the terms of surrender of Spain ending the Spanish-American War took place on the vessel. Se hundió durante una tormenta de hielo en el estrecho de Long Island, al acercarse a la desembocadura de la bahía de Huntington (Nueva York), el 30 de diciembre de 1962, con la pérdida de toda la tripulación, compuesta por nueve personas.

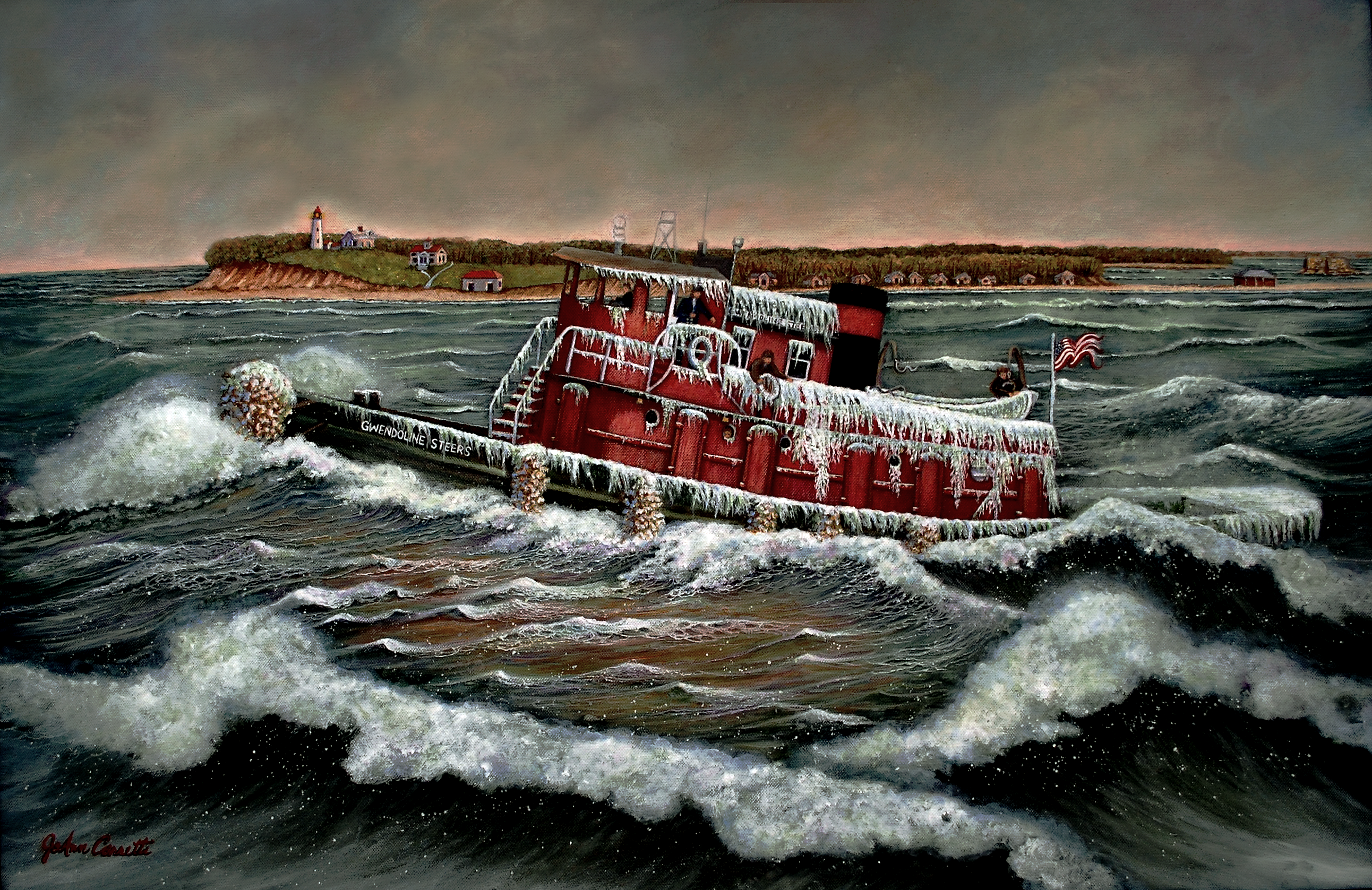
Últimos momentos del hundimiento del Gwendoline Steers